# 에어 트란셋의 운항 노선
2017년 5월 기준으로 에어 트란셋의 운항 노선은 다음과 같다.

## 운항 노선

### 아시아

#### 서남아시아
- 이스라엘
  - 텔아비브 - 벤구리온 국제공항

### 유럽

#### 서유럽
- 영국
  - 런던 - 런던 개트윅 국제공항
  - 글래스고 - 글래스고 공항
  - 맨체스터 - 맨체스터 공항
  - 버밍엄 - 버밍엄 공항 계졀편
- 아일랜드
  - 더블린 - 더블린 국제공항 계졀편
- 프랑스
  - 파리 - 파리 샤를 드 골 국제공항
  - 리옹 - 생텍쥐페리 국제공항 계졀편
  - 낭트 - 낭트 아틀랑티크 공항 계졀편
  - 니스 - 니스 코트다쥐르 공항 계졀편
  - 마르세유 - 마르세유 프로방스 공항 계졀편
  - 뮐루즈 - 바젤 뮐루즈 프라이부르크 공항 계졀편
  - 보르도 - 보르도 메리냑 공항 계졀편
  - 툴루즈 - 툴루즈 블라냑 공항 계졀편
- 독일
  - 프라이부르크 - 바젤 뮐루즈 프라이부르크 국제공항 계졀편
- 네덜란드
  - 암스테르담 - 암스테르담 스키폴 국제공항 계졀편
- 벨기에
  - 브뤼셀 - 브뤼셀 국제공항 계졀편

#### 중유럽
- 스위스
  - 바젤 - 바젤 뮐루즈 프라이부르크 국제공항 계졀편

#### 남유럽
- 그리스
  - 아테네 - 아테네 국제공항 계졀편
- 스페인
  - 마드리드 - 마드리드 바하라스 국제공항 계졀편
  - 바르셀로나 - 바르셀로나 엘프라트 국제공항 계졀편
  - 말라가 - 말라가 공항 계졀편
- 이탈리아
  - 로마 - 레오나르도 다 빈치 국제공항 계졀편
  - 라메지아테르메 - 라메지아테르메 국제공항 계졀편
  - 베니스 - 베니스 마르코 폴로 국제공항 계졀편
- 포르투갈
  - 리스본 - 리스본 포르텔라 국제공항
  - 파로 - 파로 공항 계졀편
  - 포르투 - 포르투 공항

#### 동유럽
- 체코
  - 프라하 - 프라하 바츨라프 하벨 국제공항 계졀편
- 크로아티아
  - 자그레브 - 자그레브 국제공항 계졀편

### 아메리카

#### 북아메리카
- 미국
  - 올랜도 - 올랜도 국제공항
  - 포트로더레일 - 포트로더레일 할리우드 국제공항
- 캐나다
  - 노바스코샤주
    - 핼리팩스 - 핼리팩스 국제공항 계졀편

  - 뉴브런즈윅주
    - 멍크턴 - 멍크턴 국제공항 계절편
    - 프레더릭턴 - 프레더릭턴 국제공항 계졀편

  - 뉴펀들랜드 래브라도주
    - 세인트존스 - 세인트존스 국제공항 계졀편

  - 매니토바주
    - 위니펙 - 위니펙 국제공항 계절편

  - 브리티시콜롬비아 주
    - 밴쿠버 - 밴쿠버 국제공항
    - 빅토리아 - 빅토리아 국제공항 계졀편
    - 킬로나 - 킬로나 국제공항 계졀편

  - 서스캐처원주
    - 리자이나 - 리자이나 국제공항 계졀편
    - 새스커툰 - 새스커툰 존 G. 디펜베이커 국제공항 계졀편

  - 앨버타주
    - 에드먼턴 - 에드먼턴 국제공항
    - 캘거리 - 캘거리 국제공항

  - 온타리오주
    - 오타와 - 오타와 맥도널드 카르티에 국제공항 계졀편
    - 런던 - 런던 국제공항 계졀편
    - 선더베이 - 선더베이 국제공항 계졀편
    - 윈저 - 윈저 국제공항 계졀편
    - 토론토 - 토론토 피어슨 국제공항 허브
    - 해밀턴 - 존 C. 먼로 해밀턴 국제공항 계졀편

  - 퀘벡주
    - 몬트리올 - 몬트리올 피에르 엘리오트 트뤼도 국제공항 허브
    - 퀘벡 시 - 장 르사주 국제공항
    - 루인노랜다 - 루인노랜다 공항 계졀편
    - 사기네이 - 사기네이 바곳빌 공항 계졀편
- 멕시코
  - 로스카보스 - 로스카보스 국제공항 계졀편
  - 아카풀코 - 제너럴 후안 N. 알바레스 국제공항 계졀편
  - 우아툴코 - 바이아스 데 우아툴코 국제공항 계졀편
  - 익스타파 - 익스타파 지와타네호 국제공항
  - 캉쿤 - 캉쿤 국제공항
  - 코수멜 - 코수멜 국제공항 계졀편
  - 푸에르토바야르타 - 푸에르토바야르타 국제공항

#### 중앙아메리카
- 니카라과
  - 마나과 - 아우구스토 C. 산디노 국제공항 계졀편
- 엘살바도르
  - 산살바도르 - 엘살바도르 국제공항 계졀편
- 코스타리카
  - 라이베리아 - 다니엘 오두베르 키로스 국제공항 계졀편
  - 산호세 - 산호세 국제공항 계졀편
- 파나마
  - 리하토 - 스칼렛 마르티네즈 국제공항 계졀편

#### 남아메리카
- 브라질
  - 리우데자네이루 - 리우데자네이루 갈레앙 국제공항 계졀편
- 콜롬비아
  - 산안드레스 - 구스타보 로하스 피니야 국제공항 계졀편
  - 카르타헤나 - 라파엘 뉴녜즈 국제공항 계졀편

#### 카리브해
- 신트마르턴
  - 필립스뷔르흐 - 프린세스 줄리아나 국제공항 계졀편
- 도미니카 공화국
  - 라로마나 - 라로마나 국제공항 계졀편
  - 사마나 - 사마나 엘 카테이 국제공항
  - 푸에르토플라타 - 그레고리오 루페론 국제공항
  - 푼타카나 - 푼타카나 국제공항
- 아이티
  - 포르토프랭스 - 투생 루베르튀르 국제공항 계졀편
- 자메이카
  - 킹스턴 - 생스터 국제공항
- 쿠바
  - 하바나 - 호세 마르티 국제공항 계졀편
  - 카마구에이 - 이그나시오 아그라몬테 국제공항 계졀편
  - 바라데로 - 후안 괄베르토 고메스 공항
  - 올긴 - 프랑크 파이스 공항
  - 카요라르고델수르 - 빌로 아쿠나 공항 계졀편
  - 카요코코 - 하르디네스 델 레이 공항
- 프랑스령 과들루프
  - 푸앵타피트르 - 푸앵타피트르 국제공항 계졀편
- 프랑스령 마르티니크
  - 포르드프랑스 - 마르티니크 에메 세제르 국제공항 계졀편

## 단항 노선

### 유럽

#### 서유럽
- 영국
  - 런던 - 런던 스탠스테드 공항
  - 벨파스트 - 벨파스트 국제공항
  - 엑세터 - 엑세터 국제공항
  - 뉴캐슬 - 뉴캐슬 공항
  - 리즈 - 리즈 브래드포드 공항
  - 애버딘 - 애버딘 공항
  - 에든버러 - 에든버러 공항
  - 카디프 - 카디프 공항
- 아일랜드
  - 섀넌 - 섀넌 공항
- 독일
  - 베를린 - 베를린 테겔 국제공항
  - 뒤셀도르프 - 뒤셀도르프 국제공항
  - 뮌헨 - 뮌헨 국제공항
  - 프랑크푸르트 - 프랑크푸르트 국제공항
  - 함부르크 - 함부르크 공항

#### 중유럽
- 오스트리아
  - 빈 - 빈 국제공항

#### 남유럽
- 이탈리아
  - 페스카라 - 페스카라 공항
- 튀르키예
  - 이스탄불 - 아타튀르크 국제공항
- 포르투갈
  - 폰타델가다 - 존 파울 2세 공항

#### 동유럽
- 헝가리
  - 부다페스트 - 부다페스트 페리 헤지 국제공항

### 아메리카

#### 북아메리카
- 미국
  - 라스베가스 - 매캐런 국제공항
- 멕시코
  - 만사니요 - 플라야 데 오로 국제공항

#### 중앙아메리카
- 파나마
  - 파나마 시티 - 토쿠멘 국제공항

#### 남아메리카
- 베네수엘라
  - 포를라마르 - 산티아고 마리노 캐리비언국제공항

#### 카리브해
- 아루바
  - 오라녜스타트 - 퀸 베아트릭스 국제공항
- 앤티가 바부다
  - 세인트존스 - VC 버드 국제공항